# 江西半蒴苣苔
江西半蒴苣苔（学名：Hemiboea subacaulis var. jiangxiensis）为苦苣苔科半蒴苣苔属下的一个变种。

## 扩展阅读
- 維基物種上的相關：江西半蒴苣苔